# Betún

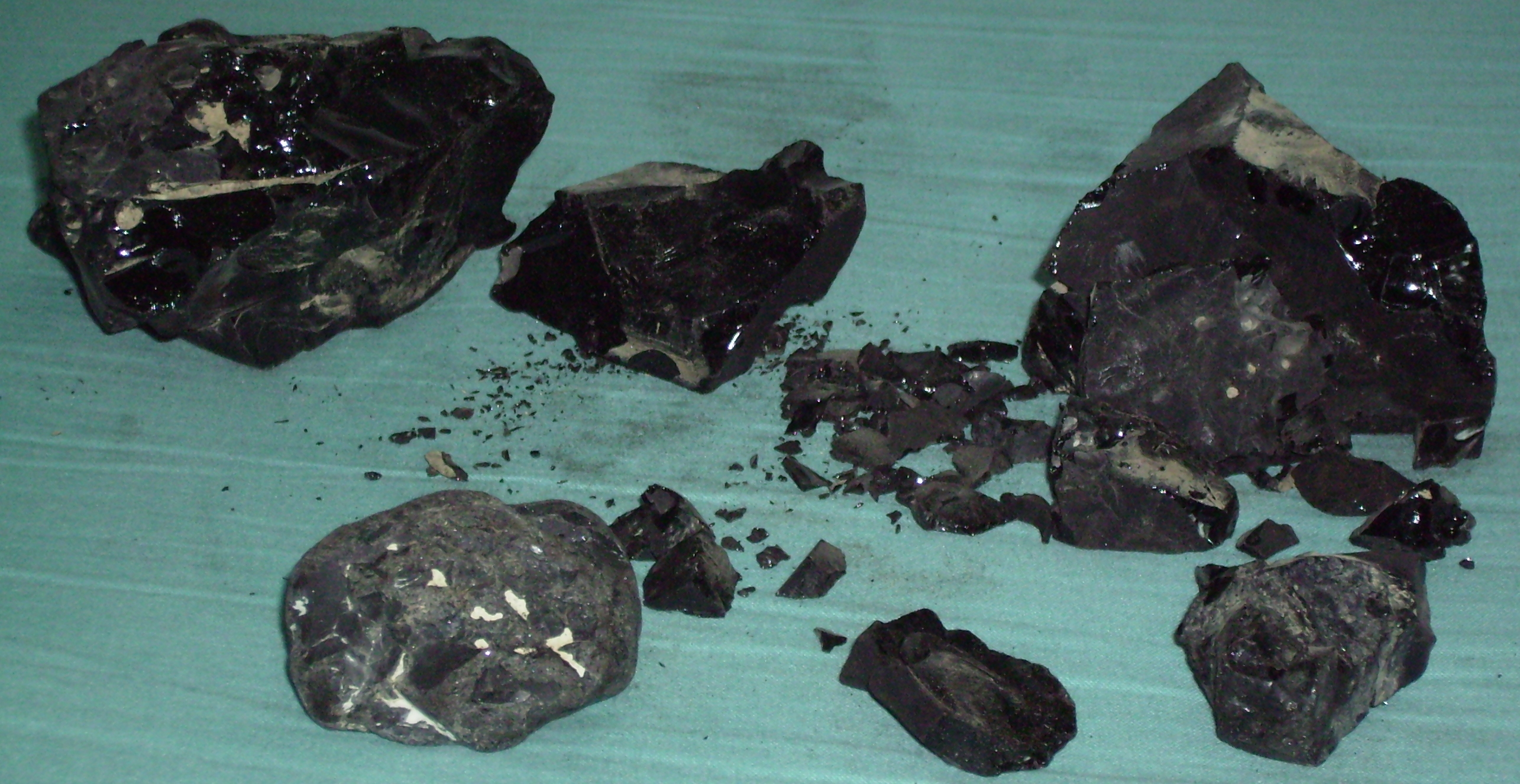
Bitumen natural

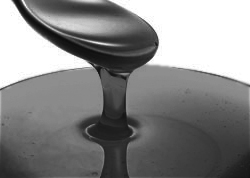
Bitumen

El betún o bitumen o asfalto es una mezcla de sustancias orgánicas altamente viscosa, negra, de alta densidad completamente soluble en disulfuro de carbono y compuesta principalmente por hidrocarburos aromáticos policíclicos.
Es un nombre genérico de varias sustancias, compuestas principalmente de carbono e hidrógeno, que se encuentran en la naturaleza y arden con llama, humo espeso y olor peculiar. La mayoría de los betunes contienen azufre y varios metales pesados como níquel, vanadio, plomo, cromo, mercurio y también arsénico, selenio y otros elementos tóxicos. Los betunes pueden lograr una buena conservación de plantas y animales, que forman fósiles en las rocas.  El betún también se halla en los meteoritos, rocas arcaicas, mineralizaciones de cobre y zinc y en cuevas. Es posible que el betún sea el principal material formado durante la acreción de la tierra y fuera procesado por las bacterias que consumen hidrocarburos.
Se encuentra a veces en grandes depósitos naturales como en el mar Muerto, nombrado lago Asfaltites por los antiguos griegos por sus depósitos de asfalto y a veces denominado betún de Judea o «judaico», siendo una mezcla de minerales y betún.

## Composición

### Composición normal
Los componentes del bitumen incluyen cuatro clases principales de compuestos:
- Aromáticos nafténicos (naftaleno), formados por compuestos aromáticos policíclicos parcialmente hidrogenados
- Aromáticos polares, que consisten en peso molecular alto fenoles y ácido carboxílico producidos por la oxidación parcial del material
- Hidrocarburos saturados; el porcentaje de compuestos saturados en el asfalto se correlaciona con su punto de ablandamiento
- Asfaltenos, formados por fenoles de alto peso molecular y compuestos heterocíclicos.

Los aromáticos nafténicos y los aromáticos polares suelen ser los componentes mayoritarios. La mayoría de los betunes naturales también contienen compuestos organoazufrados, lo que da lugar a un contenido global de azufre de hasta el 4%. El níquel y el vanadio se encuentran en <10 partes por millón, como es típico de algunos petróleos.
La sustancia es soluble en disulfuro de carbono. Se suele modelar como un coloide, con asfaltenos como fase dispersa y maltenos como fase continua. "Es casi imposible separar e identificar todas las diferentes moléculas del asfalto, porque el número de moléculas con diferente estructura química es extremadamente grande".
El asfalto puede confundirse con el alquitrán de hulla, que es un material negro y termoplástico visualmente similar producido por la destilación destructiva del carbón. A principios y mediados del siglo XX, cuando se producía gas de ciudad, el alquitrán de hulla era un subproducto fácilmente disponible y muy utilizado como aglutinante de los áridos de las carreteras. La adición de alquitrán de hulla a las carreteras de macadam dio lugar a la palabra "tarmac", que ahora se utiliza en el lenguaje común para referirse a los materiales de construcción de carreteras. Sin embargo, desde la década de 1970, cuando el gas natural sucedió al gas ciudad, el asfalto ha superado por completo el uso del alquitrán de hulla en estas aplicaciones. Otros ejemplos de esta confusión son las fosas de alquitrán de La Brea y las arenas petrolíferas canadienses, que en realidad contienen betún natural y no alquitrán. "Brea" es otro término que a veces se utiliza informalmente para referirse al asfalto, como en Pitch Lake.

### Aditivos, mezclas y contaminantes
Por razones económicas y de otro tipo, el asfalto se vende a veces combinado con otros materiales, a menudo sin ser etiquetado como algo más que simplemente "asfalto".
Cabe destacar el uso del residuo de aceite de motor de automóvil reciclado recogido de los fondos de las torres de destilación al vacío, en la fabricación de asfalto. El REOB contiene varios elementos y compuestos que se encuentran en el aceite de motor reciclado: aditivos del aceite original y materiales acumulados por su circulación en el motor (normalmente hierro y cobre). Algunas investigaciones han indicado una correlación entre esta adulteración del asfalto y un pavimento de peor rendimiento.

## Historia

### Antiguos tiempos
El uso del betún natural para la impermeabilización, y como adhesivo data al menos del quinto milenio a. C., con una cesta de almacenamiento de cosechas descubierta en Mehrgarh, de la civilización del Valle del Indo, forrada con él. En el tercer milenio a. C. el asfalto de roca refinado ya se utilizaba en la región, y se empleó para impermeabilizar el Great Bath en Mohenjo-daro.
En el antiguo Oriente Medio, los sumerios utilizaban los depósitos de betún natural para mortero entre ladrillos y piedras, para cimentar partes de tallas, como los ojos, en su lugar, para el calafateado de barcos y para impermeabilizar. El historiador griego Heródoto dijo que el betún caliente se utilizaba como mortero en las murallas de Babilonia.
El 1 kilómetro (0,6 mi) de longitud del túnel del Éufrates bajo el río Éufrates en Babilonia en la época de la reina Semiramis (c. 800 a. C.) se construyó, según se dice, con ladrillos quemados cubiertos de betún como impermeabilizante.
El betún era utilizado por los antiguos egipcios para embalsamar las momias. La palabra Persa para asfalto es moom, que está relacionada con la palabra inglesa mummy. La principal fuente de betún de los egipcios era el Mar Muerto, que en la Antigua Roma se conocía como Palus Asphaltites (Lago de Asfalto).
Aproximadamente en el año 40 d. C., Dioscórides describió el material del Mar Muerto como betún judaico, y señaló otros lugares de la región donde podía encontrarse. Se cree que el betún de Sidón se refiere al material encontrado en Hasbeya en el Líbano. Pliny también se refiere al betún que se encuentra en Epirus. El betún era un valioso recurso estratégico. Fue objeto de la primera batalla conocida por un yacimiento de hidrocarburos - entre los seléucidas y los nabateos en el 312 a. C.
En el antiguo Lejano Oriente, el betún natural se hervía lentamente para deshacerse de las fracciones más altas, dejando un material termoplástico de mayor peso molecular que, al colocarse en capas sobre los objetos, se volvía duro al enfriarse. Se utilizaba para cubrir objetos que necesitaban impermeabilización, como las vainas y otros objetos. Las estatuillas de deidades domésticas también se fundían con este tipo de material en Japón, y probablemente también en China.
En América del Norte, la recuperación arqueológica ha indicado que el betún se utilizaba a veces para adherir puntas de proyectil de piedra a fustes de madera. En Canadá, los nativos americanos utilizaban el betún que se filtraba de las orillas del Athabasca y de otros ríos para impermeabilizar las canoas de corteza de abedul, y también lo calentaban en ollas para ahuyentar a los mosquitos en verano.

### Europa continental
En 1553, Pierre Belon describió en su obra Observaciones que el pissasphalto, una mezcla de brea y betún, se utilizaba en la República de Ragusa (actual Dubrovnik, Croacia) para alquitranar los barcos.
Una edición de 1838 de Mechanics Magazine cita un uso temprano del asfalto en Francia. Un panfleto fechado en 1621, de "un tal Monsieur d'Eyrinys, afirma que había descubierto la existencia (del asfalto) en grandes cantidades en las cercanías de Neufchatel", y que se proponía utilizarlo de diversas maneras - "principalmente en la construcción de graneros a prueba de aire, y en la protección, por medio de los arcos, de los cursos de agua de la ciudad de París de la intrusión de la suciedad y de la mugre", que en aquella época inutilizaban el agua. "Expresa también la excelencia de este material para formar terrazas planas y duraderas" en los palacios, "la noción de formar tales terrazas en las calles no es probable que pase por el cerebro de un parisino de esa generación".
Pero la sustancia fue generalmente descuidada en Francia hasta la revolución de 1830. En la década de 1830 se produjo un aumento del interés, y el asfalto se utilizó ampliamente "para pavimentos, tejados planos y el revestimiento de cisternas, y en Inglaterra se había hecho algún uso de él para fines similares". Su auge en Europa fue "un fenómeno repentino", después de que se encontraran yacimientos naturales "en Francia en Osbann (Bajo Rin), el Parc (Ain) y el Puy-de-la-Poix (Puy-de-Dôme)", aunque también podía fabricarse artificialmente. Uno de los primeros usos en Francia fue la colocación de unas 24.000 yardas cuadradas de asfalto Seyssel en la Place de la Concorde en 1835.

### Reino Unido
Uno de los primeros usos del betún en el Reino Unido fue el grabado. El libro Polygraphice (1673) de William Salmon proporciona una receta para el barniz utilizado en el grabado, que consiste en tres onzas de cera virgen, dos onzas de mastic, y una onza de asfalto. Para la quinta edición en 1685, había incluido más recetas de asfalto de otras fuentes.
La primera patente británica para el uso del asfalto fue "Cassell's patent asphalte or bitumen" en 1834. Luego, el 25 de noviembre de 1837, Richard Tappin Claridge patentó el uso del asfalto Seyssel (patente #7849), para su uso en pavimentos de asfalto, habiendo visto cómo se empleaba en Francia y Bélgica cuando estaba de visita con Frederick Walter Simms, que trabajó con él en la introducción del asfalto en Gran Bretaña. El Dr. T. Lamb Phipson escribe que su padre, Samuel Ryland Phipson, amigo de Claridge, también fue "decisivo en la introducción del pavimento de asfalto (en 1836)".
Claridge obtuvo una patente en Escocia el 27 de marzo de 1838, y obtuvo una patente en Irlanda el 23 de abril de 1838. En 1851, los fideicomisarios de una empresa formada previamente por Claridge solicitaron prórrogas para la patente de 1837 y para las dos patentes de 1838. Claridge's Patent Asphalte Company – formada en 1838 con el propósito de introducir en Gran Bretaña "Asfalto en su estado natural procedente de la mina de Pyrimont Seysell en Francia",  – "colocó uno de los primeros pavimentos de asfalto en Whitehall". En 1838 se hicieron pruebas con el pavimento en la calzada de Whitehall, en el establo del cuartel de Knightsbridge, "y posteriormente en el espacio al pie de la escalinata que lleva de Waterloo Place a St. James Park". "La formación en 1838 de la Claridge's Patent Asphalte Company (con una distinguida lista de mecenas aristocráticos, y Marc e Isambard Brunel como, respectivamente, fideicomisario e ingeniero consultor), dio un enorme impulso al desarrollo de una industria británica del asfalto". "A finales de 1838, al menos otras dos empresas, Robinson's y la compañía Bastenne, estaban en producción", con el asfalto colocado como pavimento en Brighton, Herne Bay, Canterbury, Kensington, el Strand, y una gran área de suelo en Bunhill-row, mientras que mientras tanto el pavimento de Claridge's Whitehall "continuaba(n) en buen estado". La Bonnington Chemical Works fabricaba asfalto utilizando alquitrán de hulla y en 1839 lo había instalado en Bonnington.
En 1838, se produjo una oleada de actividad empresarial relacionada con el asfalto, que tenía usos más allá de la pavimentación. Por ejemplo, el asfalto también se podía utilizar para pavimentar, impermeabilizar edificios y para impermeabilizar varios tipos de piscinas y baños, que también proliferaban en el siglo XIX. Uno de los primeros ejemplos que se conservan de su uso puede verse en el Cementerio de Highgate, donde se utilizó en 1839 para sellar el techo de las catacumbas de la terraza. En el mercado de valores londinense, hubo varias reivindicaciones sobre la exclusividad de la calidad del asfalto procedentes de Francia, Alemania e Inglaterra. Y se concedieron numerosas patentes en Francia, con un número similar de solicitudes de patentes denegadas en Inglaterra debido a su similitud. En Inglaterra, "Claridge's fue el tipo más utilizado en los años 1840 y 50".
En 1914, Claridge's Company entró en una empresa conjunta para producir Macadam ligado al alquitrán, con materiales fabricados a través de una empresa subsidiaria llamada Clarmac Roads Ltd. Se obtuvieron dos productos, a saber, Clarmac, y Clarphalte, siendo el primero fabricado por Clarmac Roads y el segundo por Claridge's Patent Asphalte Co, aunque Clarmac era más utilizado. Sin embargo, la Primera Guerra Mundial arruinó a la empresa Clarmac, que entró en liquidación en 1915. La quiebra de Clarmac Roads Ltd tuvo un efecto de arrastre sobre Claridge's Company, que fue a su vez liquidada obligatoriamente, cesando sus operaciones en 1917, habiendo invertido una cantidad sustancial de fondos en la nueva empresa, tanto al principio como en un intento posterior de salvar la empresa Clarmac.
En el siglo XIX se pensaba que el betún contenía sustancias químicas con propiedades medicinales. Los extractos del betún se utilizaban para tratar el catarro y algunas formas de asma y como remedio contra los gusanos, especialmente la lombriz solitaria.

### Estados Unidos
El primer uso del betún en el Nuevo Mundo fue el de los pueblos indígenas. En la costa oeste, ya en el siglo XIII, los pueblos Tongva, Luiseño y Chumash recogían el betún natural que se filtraba a la superficie por encima de los depósitos de petróleo subyacentes. Los tres grupos utilizaban esta sustancia como adhesivo. Se encuentra en muchos artefactos diferentes de herramientas y artículos ceremoniales. Por ejemplo, se utilizaba en sonajeros para adherir calabazas o caparazones de tortuga a los mangos de los sonajeros. También se utilizaba en la decoración. Las pequeñas cuentas de concha redondas se colocaban a menudo en asfalto para decorar. Se utilizaba como sellador en los cestos para hacerlos herméticos para transportar agua, lo que posiblemente envenenaba a los que bebían el agua. El asfalto también se utilizaba para sellar las tablas de las canoas que navegaban por el océano.
El asfalto se utilizó por primera vez para pavimentar calles en la década de 1870. Al principio se utilizó "roca bituminosa" de origen natural, como en las minas de Ritchie en Macfarlan, en el condado de Ritchie, Virginia Occidental desde 1852 hasta 1873. En 1876, se utilizó el pavimento a base de asfalto para pavimentar la Avenida Pennsylvania en Washington D. C., a tiempo para la celebración del centenario nacional.
En la época de la tracción a caballo, las calles estadounidenses estaban en su mayoría sin pavimentar y cubiertas de tierra o grava. Especialmente cuando el barro o las zanjas dificultaban el paso por las calles, las aceras se hacían a veces de diversos materiales, como tablones de madera, adoquines u otros bloques de piedra, o ladrillos. Las calles sin pavimentar producían un desgaste desigual y suponían un peligro para los peatones. A finales del siglo XIX, con el auge de la popularidad de la bicicleta, los clubes de ciclistas fueron importantes a la hora de impulsar la pavimentación general de las calles. La defensa del pavimento aumentó a principios del siglo XX con el auge del automóvil. El asfalto se convirtió gradualmente en un método de pavimentación cada vez más común. La avenida St. Charles de Nueva Orleans estaba pavimentada en toda su longitud con asfalto en 1889.
En 1900, sólo en Manhattan había 130.000 caballos, que tiraban de tranvías, vagones y carruajes, y dejaban sus residuos. No eran rápidos, y los peatones podían esquivar y abrirse paso a través de las atestadas calles. Los pueblos pequeños seguían confiando en la tierra y la grava, pero las ciudades más grandes querían calles mucho mejores. En la década de 1850, se recurrió a los bloques de madera o granito. En 1890, un tercio de las 2.000 millas de calles de Chicago estaban pavimentadas, principalmente con bloques de madera, que daban mejor tracción que el barro. El pavimento de ladrillo era un buen compromiso, pero aún mejor era el asfalto, que era fácil de instalar y de cortar para llegar a las alcantarillas. Con Londres y París como modelos, Washington instaló 400.000 metros cuadrados de pavimento asfáltico en 1882, y se convirtió en el modelo para Buffalo, Filadelfia y otros lugares. A finales de siglo, las ciudades estadounidenses contaban con 30 millones de yardas cuadradas de pavimento de asfalto, muy por delante del ladrillo. Las calles se volvieron más rápidas y peligrosas, por lo que se instalaron semáforos eléctricos. Los trolebuses eléctricos (a 12 millas por hora) se convirtieron en el principal servicio de transporte para los compradores y oficinistas de clase media hasta que compraron automóviles después de 1945 y se desplazaron desde los suburbios más lejanos con privacidad y comodidad en las carreteras asfaltadas.

### Canadá
Canadá cuenta con el mayor yacimiento de betún natural del mundo en las arenas petrolíferas de Athabasca, y las Primeras Naciones canadienses a lo largo del río Athabasca lo habían utilizado durante mucho tiempo para impermeabilizar sus canoas. En 1719, un Cree llamado Wa-Pa-Su llevó una muestra para el comercio a Henry Kelsey de la Compañía de la Bahía de Hudson, que fue el primer europeo registrado que lo vio. Sin embargo, no fue hasta 1787 cuando el comerciante de pieles y explorador Alexander MacKenzie vio las arenas petrolíferas de Athabasca y dijo: "A unas 24 millas de la bifurcación (de los ríos Athabasca y Clearwater) hay unas fuentes bituminosas en las que se puede introducir una pértiga de 20 pies de largo sin la menor resistencia".
El valor del yacimiento era obvio desde el principio, pero los medios para extraer el betún no lo eran. La ciudad más cercana, Fort McMurray, Alberta, era un pequeño puesto de comercio de pieles, otros mercados estaban muy lejos y los costes de transporte eran demasiado altos para enviar la arena bituminosa en bruto para la pavimentación. En 1915, Sidney Ells, de la Oficina Federal de Minas, experimentó con técnicas de separación y utilizó el producto para pavimentar 600 pies de carretera en Edmonton, Alberta. Otras carreteras de Alberta se pavimentaron con material extraído de las arenas bituminosas, pero en general no resultaba económico. Durante la década de 1920 Dr. Karl A. Clark del Consejo de Investigación de Alberta patentó un proceso de separación del petróleo con agua caliente y el empresario Robert C. Fitzsimmons construyó la planta de separación de petróleo Bitumount, que entre 1925 y 1958 produjo hasta 50m3 por día de betún utilizando el método del Dr. Clark. La mayor parte del betún se utilizaba para la impermeabilización de tejados, pero otros usos incluían combustibles, aceites lubricantes, tinta para impresoras, medicamentos, pinturas resistentes al óxido y al ácido, techos ignífugos, pavimentación de calles, charol y conservantes para postes de vallas. Finalmente, Fitzsimmons se quedó sin dinero y la planta fue adquirida por el gobierno de Alberta. Hoy en día la planta de Bitumount es un Sitio histórico provincial.

### Fotografía y arte
El betún se utilizó en la primera tecnología fotográfica. En 1826, o 1827, fue utilizado por el científico francés Joseph Nicéphore Niépce para hacer la fotografía más antigua que se conserva del natural. El betún se cubría finamente sobre una placa de estaño que luego se exponía en una cámara. La exposición a la luz endurecía el betún y lo hacía insoluble, de modo que cuando se aclaraba posteriormente con un disolvente sólo quedaban las zonas suficientemente iluminadas. Se requerían muchas horas de exposición en la cámara, lo que hacía que el betún fuera poco práctico para la fotografía ordinaria, pero desde la década de 1850 hasta la de 1920 fue de uso común como fotorresistente en la producción de planchas de impresión para diversos procesos de impresión fotomecánica.
El betún fue la némesis de muchos artistas durante el siglo XIX. Aunque se utilizó ampliamente durante un tiempo, al final resultó ser inestable para su uso en la pintura al óleo, especialmente cuando se mezclaba con los diluyentes más comunes, como el aceite de linaza, el barniz y la trementina. A menos que se diluya completamente, el betún nunca se solidifica del todo y, con el tiempo, corrompe los demás pigmentos con los que entra en contacto. El uso del betún como barniz para fijar la sombra o mezclado con otros colores para dar un tono más oscuro provocó el deterioro final de muchos cuadros, por ejemplo los de Delacroix. Quizá el ejemplo más famoso de la destructividad del betún sea la Balsa de la Medusa de Théodore Géricault (1818-1819), donde su uso del betún hizo que los colores brillantes degeneraran en verdes y negros oscuros y que la pintura y el lienzo se doblaran.

## Producción
En la historia fue producido por Finlandia desde el siglo XVII hasta el siglo XX, mientras los barcos se realizaban con madera. Lo producían los finlandeses por la destilación seca de los pinos muy viejos.
También es una mezcla de estopa, cal, aceite y escorias o vidrios molidos, utilizada para tapar las juntas de los cangilones en las cañerías de aguas y para otras obras hidráulicas.
Es la principal materia prima obtenida en la explotación petrolera de las arenas bituminosas actualmente bajo desarrollo en Alberta (Canadá).

## Usos
Se utiliza mezclado con arena o gravilla para pavimentar caminos y como revestimiento impermeable de muros, tejados y albañilería desde los tiempos de Mesopotamia y el Valle del Indo. En la actualidad se usa en forma de hormigón asfáltico. 
En Egipto, el bitumen fue empleado en momificaciones, hasta el año 3000 a. C.
Sus otros usos son en productos para impermeabilizar como botas de vino, incluyendo el papel alquitranado para el sellado de techos y tejados, impermeabilización de obras con el objeto de prevenir la acción del desplazamiento del agua, impermeabilización de edificios, de canales, de presas de tierra, etc.
El bitumen ha sido usado para la inmovilización y acondicionamiento de residuos radiactivos a través del procedimiento denominado bituminización, el cual se utiliza actualmente en el ciclo del combustible de centrales nucleares de Brasil, Rumania, Eslovaquia y la República Checa, así como en una central nuclear de Suiza (Central nuclear de Gösgen). Previamente, se utilizó en otros países como Francia, Bélgica, Alemania, Reino Unido o la URSS, entre otros, en general para residuos de actividad baja e intermedia, líquidos o sólidos húmedos dispersables. A través de la bituminización se consigue una solidificación homogénea de los residuos radiactivos, que quedan inmovilizados por incorporación en una matriz sólida de estructura monolítica en la que el bitumen sirve de aglomerante. Su uso ha sido ampliamente cuestionado debido al riesgo que supone su combustión accidental, tal como se puso de manifiesto en los incidentes de la instalación EUROBITUM, que tuvo lugar el 15 de diciembre de 1981, y de la central nuclear de Tokaimura, ocurrido el 11 de marzo de 1997. La instalación EUROBITUM, parte de la planta EUROCHEMIC de reprocesamiento nuclear ubicada en Mol (Bélgica), sufrió el incendio de tres contenedores de 220 litros parcialmente llenos de residuos bituminizados. En la planta de Tokaimura se produjo una explosión después de declararse el incendio de un lote experimental de desechos nucleares de baja radiactividad solidificados en la instalación de demostración de bituminización adjunta a la planta de reprocesamiento de combustible nuclear.
En el pasado, el betún se usó para impermeabilizar barcos (brea), e incluso como un recubrimiento en construcción. Es posible que la ciudad de Cartago ardiera fácilmente debido al extensivo uso del betún en su construcción.[cita requerida]

## Aplicaciones en el cambio climático
Debido a la cada vez mayor preocupación por el cambio climático provocado por la contaminación atmosférica, debida en su mayor parte a la quema de combustibles fósiles,[cita requerida] se ha impulsado la introducción de alternativas al betún que sean más respetuosas con el medio ambiente y menos tóxicas. El betún puede actualmente fabricarse a partir de fuentes renovables no basadas en el petróleo (biobetún), como azúcar, melaza, arroz, maíz y papa. También puede elaborarse a partir de materiales de desechos procedentes de la destilación fraccionada de aceite de motor usado (aceite mineral), que a veces simplemente se quema o se deposita en vertederos.
El betún así elaborado puede fabricarse con colores claros, lo que ayuda a reducir las temperaturas de las superficies que de otro modo serían hechas a base de asfalto.